# Camilo Saldaña
Camilo Saldaña, né le 13 juillet 1999 à Santiago au Chili, est un footballeur international palestinien qui joue au poste d'arrière gauche.

## Biographie
Né au Chili, Saldaña est d'origine palestinienne. En juin 2018, il a joué un match amical pour l'équipe du Chili U20 lors d'une défaite en amical 2-0 contre l'Uruguay U20.
Il fait ses débuts pour la Palestine lors d'une défaite amicale 2-1 contre l'Oman le 6 septembre 2023.
Le 1er janvier 2024, il est retenu dans l'équipe palestinienne pour la Coupe d'Asie 2023 au Qatar, il participera à 3 matchs lors de la compétition.

## Palmarès
CD Palestino
- Vainqueur de la Coupe du Chili en 2018